# Hypodactylus fallaciosus
Espèce
Synonymes
- Phrynopus fallaciosus Duellman, 2000
- Eleutherodactylus fallaciosus (Duellman, 2000)

Statut de conservation UICN

 DD  : Données insuffisantes
Hypodactylus fallaciosus est une espèce d'amphibiens de la famille des Craugastoridae.

## Répartition
Cette espèce est endémique de la province de Chachapoyas dans la région d'Amazonas au Pérou. Elle se rencontre dans les environs de Leimebamba dans la cordillère Centrale.

## Description
La femelle holotype mesure 29,8 mm.

## Publication originale
- Duellman, 2000 : Leptodactylid frogs of the genus Phrynopus in northern Peru with descriptions of three new species. Herpetologica, vol. 56, no 3, p. 273-285.